# Bezszczotkowy silnik elektryczny prądu stałego

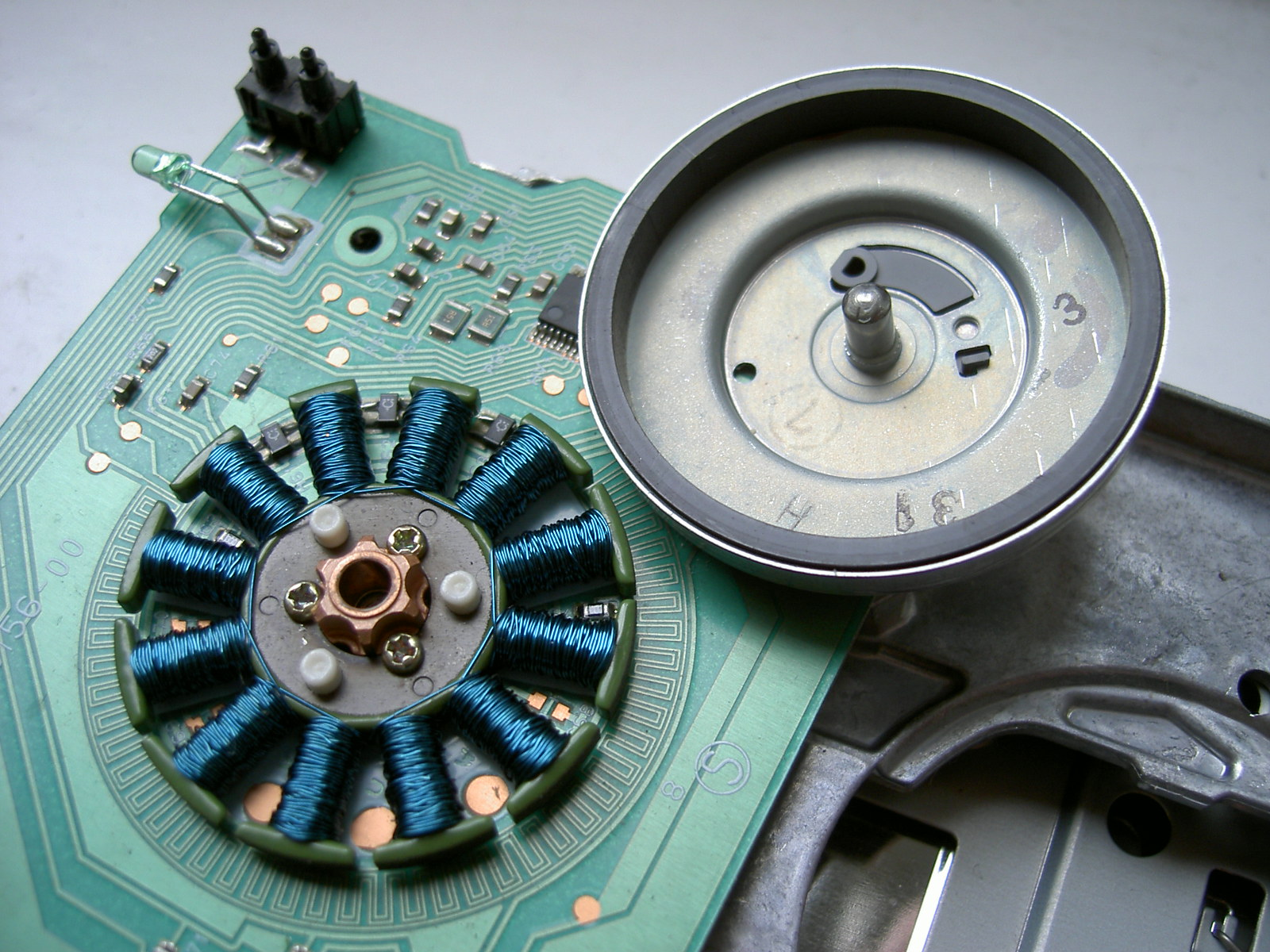
Silnik BLDC z napędu dyskietek 3,5″

Stator silnika bezszczotkowego wentylatora komputera PC

Silnik bezszczotkowy prądu stałego, silnik BLDC (ang. brushless direct-current motor) – rodzaj silnika elektrycznego, sam silnik jest silnikiem synchronicznym, w którym nieruchome i umieszczone w magnetowodach cewki są zasilane impulsami prądu przez układ elektroniczny zwany elektronicznym komutatorem. W wirniku znajdują się magnesy i w niektórych modelach pręty przewodzące prąd tworzące obwód zamknięty jak w silniku asynchronicznym klatkowym.
W zależności od konstrukcji i sposobu sterowania jego praca jest podobna do silnika synchronicznego z magnesami trwałymi (PMSM), może być również krokowym silnikiem reluktancyjnym lub silnikiem indukcyjnym (asynchronicznym). 
Elektroniczny komutator zasilany jest prądem stałym. Układ komutatora kolejno włącza i wyłącza cewki, tworząc wirujące pole magnetyczne, powodujące obrót wirnika.
Silniki bezszczotkowe, których układ elektroniczny jest zasilany prądem przemiennym są nazywane silnikami inwerterowymi.

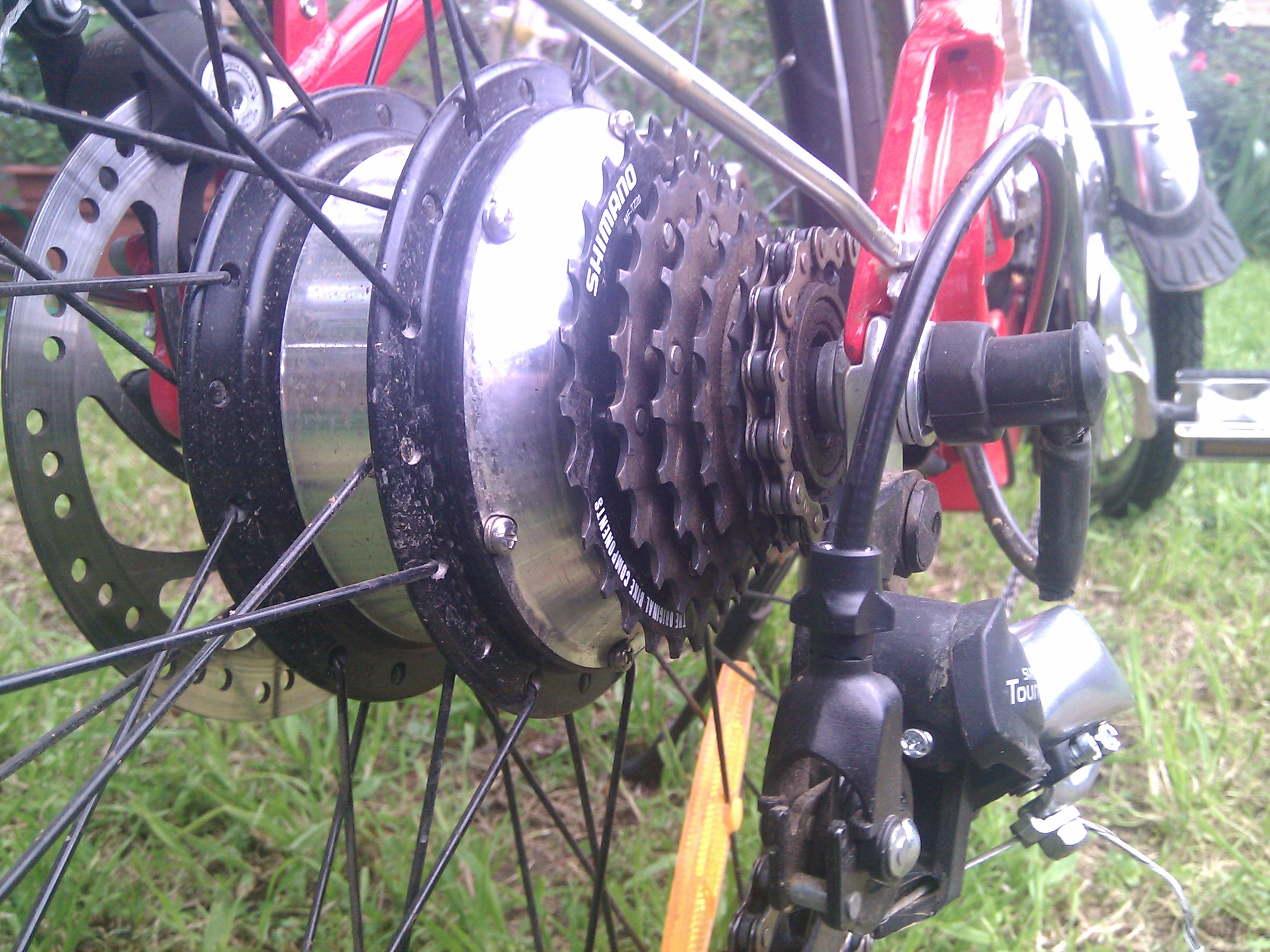
Silnik bezszczotkowy w tylnej piaście roweru elektrycznego

Zaletami silnika bezszczotkowego w porównaniu z silnikami szczotkowymi są: wysoki stosunek mocy do masy, duża prędkość, prawie natychmiastowa kontrola prędkości i momentu obrotowego, wysoka wydajność i niskie koszty utrzymania. Silniki bezszczotkowe znajdują zastosowanie w takich miejscach, jak komputerowe urządzenia peryferyjne (napędy dysków, drukarki), ręczne elektronarzędzia i pojazdy, od modeli samolotów po samochody. W nowoczesnych pralkach bezszczotkowe silniki prądu stałego umożliwiły zastąpienie gumowych pasków i skrzyń biegów konstrukcją z napędem bezpośrednim.

## Zasada działania silnika
Podstawą działania silnika BLDC jest, podobnie jak w wielu typach silników elektrycznych, wzajemne oddziaływanie pól magnetycznych stojana i wirnika. W tym silniku pole magnetyczne stojana jest wytwarzane przez uzwojenia nawinięte na rdzeniu z materiału ferromagnetycznego. Wirnik jest magnesem trwałym, dzięki czemu nie ma potrzeby doprowadzania prądu do wirnika, tak jak jest to robione przez szczotki i komutator w silniku szczotkowym. By w miarę obrotu wirnika silnik wytwarzał moment obrotowy, pole magnetyczne wytworzone przez cewki musi obracać się. Przełączanie uzwojeń silnika określane jest jako komutacja elektroniczna, a układ to realizujący komutatorem elektronicznym.

### Schemat zastępczy

Idea zasilania silnika BLDC

Schemat zastępczy silnika BLDC

W podstawowej konstrukcji silnika, cewki stojana tworzą układ trójfazowy połączone w gwiazdę. Odpowiednie podłączanie uzwojeń tworzy pole magnetyczne w przybliżeniu prostopadłe do pola magnetycznego magnesów.
Uzwojenie każdej fazy ma indukcyjność (L), rezystancję (R), a ruch względem magnesu wytwarza w nim siłę elektromotoryczną (przeciwelektromotoryczną, UG).
W idealnym silniku BLDC przebieg generowanej w uzwojeniu siły elektromotorycznej ma kształt trapezu, jej wartość jest proporcjonalna do prędkości obrotowej wirnika. Związek siły elektromotorycznej z obrotami silnika określa parametr silnika zwany stałą siły przeciwelektromotorycznej:
{\displaystyle E_{wst}=K_{N}S}
gdzie: 
- {\displaystyle E_{wst}} – wsteczna siła elektromotoryczna,
- {\displaystyle K_{N}} – stała siły przeciwelektromotorycznej
- {\displaystyle S} – prędkość obrotowa.

Wartość momentu obrotowego jest proporcjonalna do natężenia prądu pobieranego przez silnik, jej wartość określa wzór:
{\displaystyle M=K_{t}I}
gdzie:
- {\displaystyle M} – moment obrotowy,
- {\displaystyle K_{t}} – stała momentu obrotowego,
- {\displaystyle I} – natężenie prądu pobieranego przez silnik.

### Komutacja
|      | 1   | 2   | 3   | 4   | 5   | 6   |
| ---- | --- | --- | --- | --- | --- | --- |
| U    | -   | z   | +   | +   | z   | -   |
| V    | +   | +   | z   | -   | -   | z   |
| W    | z   | -   | -   | z   | +   | +   |
| Prąd | V-U | V-W | U-W | U-V | W-V | W-U |
| H1   | 0   | 1   | 1   | 1   | 0   | 0   |
| H2   | 1   | 1   | 0   | 0   | 0   | 1   |
| H3   | 0   | 0   | 0   | 1   | 1   | 1   |

Do przełączania uzwojeń (komutacji) synchronicznie z obrotem wirnika stosuje się metody czujnikowe i bezczujnikowe. W metodzie czujnikowej na wale silnika instaluje się układ magnesów trwałych odpowiadający układowi magnesów głównych. Pole magnetyczne odczytuje się, używając halotronów o liczbie równej liczbie faz (tu trzy), tylko w najprostszych konstrukcjach niewielkiej mocy tylko jeden. Stosuje się także układy optyczne rozpoznawania położenia wału. Zasilanie uzwojeń silnika realizowane jest przez układ. W układzie trójfazowym szeregowym w zależności od stanu czujników położenia (H1, H2, H3) jedna faza silnika jest podłączana do bieguna dodatniego (+), jedna do ujemnego (-), a jedna jest odłączona (z). W wyniku czego prąd płynie przez dwa uzwojenia.
Komutacja czujnikowa wymaga instalowania w silniku układu magnesów i halotronów oraz połączenie ich ze sterownikiem. Układ ten komplikuje konstrukcję i bywa zawodny, dlatego stosuje się konstrukcje nie zawierające czujników położenia wału. Taka metoda sterowania nazywana jest bezczujnikową, które dzieli się na kilka grup:
1. wykorzystujące pomiar siły elektromotorycznej uzwojeń,
2. wykorzystujące pomiar prądów i napięć oraz równania opisujące silnik,
3. wykorzystujące sterowanie rozmyte, w tym i sieci neuronowe.

Precyzyjne przełączanie uzwojeń umożliwia dokładną kontrolę prędkości obrotowej i momentu obrotowego silnika. 
W celu uzyskania dużego momentu obrotowego, a tym samym i mocy silnika magnesy wirnika i cewki stojana są układami wielobiegunowymi.

### Regulacja
Po podłączeniu uzwojenia prąd w nim narasta, szybkość wzrostu natężenia prądu ogranicza indukcyjność cewek uzwojeń i siła elektromotoryczna (przeciwelektromotoryczna) powstająca w wyniku ruchu magnesów wirnika w pobliżu cewki, oraz rezystancja uzwojeń i zasilania. Przebieg natężenia prądu jest analizowany, a po osiągnięciu wartości maksymalnej, przepływ prądu jest przerywany, by chronić tranzystory mocy i silnik. W układach o zmiennym bądź nieznanym w obciążeniu, a także w celu nadania odpowiedniej charakterystyki silnikowi układ ograniczania mocy uwzględnia prędkość obrotową silnika i jej zmiany. Ograniczenie jest realizowane przez okresowe przerywanie przepływu prądu. W tym celu stosuje się modulację o stałej częstotliwości a zmiennej szerokości impulsów oraz metodę histerezy, w której odchylenie natężenia prądu od zadanego o wartość histerezy powoduje włączenie lub wyłączenie tranzystorów mocy. W obu technikach stosuje się twarde albo miękkie przerywanie prądu. W technice twardej włączane i rozłączane są jednocześnie tranzystory fazowe i zerowe, w technice miękkiej tranzystory zerowe są załączane tylko komutacją, a fazowe komutacją i ograniczeniem prądowym. Stosowanie do ograniczania natężenia prądu układu impulsowego, w porównaniu do sterowania liniowego, poprawia sprawność silnika i umożliwia lepsze jego sterowanie.

## Porównanie do silników szczotkowych
Główną zaletą silników bezszczotkowych jest dużo wyższa trwałość i niezawodność wynikająca z wyeliminowania z konstrukcji szczotek, będących najczęstszą przyczyną awarii oraz najszybciej zużywającym się elementem mechanicznym silnika. Dzięki temu jedynym zużywającym się elementem silnika są jego łożyska. Eliminacja szczotek zapewnia cichszą pracę silnika oraz wyższą sprawność energetyczną. Dodatkowo konstrukcja silników bezszczotkowych umożliwia zastosowanie szczelniejszych obudów, gdyż ciepło z cewek może być odprowadzane bezpośrednio poprzez obudowę, co eliminuje konieczność zapewnienia cyrkulacji powietrza. Kolejną zaletą silników bezszczotkowych jest możliwość kontroli prędkości obrotowej prawie niezależnie od momentu silnika. Główną wadą silników bezszczotkowych jest wyższy koszt produkcji. Wynika on z konieczności zastosowania specjalnych sterowników elektronicznych.

## Zastosowanie
Ze względu na niezawodność oraz możliwość sterowania prędkości silniki bezszczotkowe są stosowane w napędach dysków optycznych (CD, DVD, BD), dyskach twardych, gramofonach, większości pojazdów o napędzie elektrycznym (np. segway, samochodach hybrydowych), wentylatorach komputerowych i urządzeniach, w których iskry powstające na szczotkach mogłyby doprowadzić do zaprószenia ognia czy wybuchu. Dzięki możliwości stosowania szczelniejszych obudów oraz możliwości lepszej kontroli są one również popularne w ogólnie rozumianym modelarstwie zdalnie sterowanym.
Obecnie silniki bezszczotkowe stosuje się coraz częściej do budowy elektronarzędzi akumulatorowych uzyskując zwiększenie ich wydajności.